# Cylicomorpha solmsii
Cylicomorpha solmsii là một loài thực vật có hoa trong họ Caricaceae. Loài này được (Urb.) Urb. mô tả khoa học đầu tiên năm 1901.